# Dubrovačke gradske zidine
Dubrovačke gradske zidine su sklop utvrda koje okružuju stari dio grada Dubrovnika.
Građene su od 13. do 17. stoljeća za potrebe obrane. Duge su 1940 m, visoke do 25 m, prema kopnu debljine 4 – 6 m, a prema moru 1,5 – 3 m. Na četiri strane svijeta, zaštićene su kulama.
Kada je počelo ograđivanje zidinama u 13. stoljeću, prostor starog grada bio je već definiran te se nije mogao više širiti. Unutar gradskih zidina, za vrijeme Dubrovačke Republike živjelo je oko 2000 stanovnika u vrijeme nastanka Statuta 1272. godine, a najviše ih je bilo u 15. stoljeću, oko 6000 ljudi. U 14. stoljeću sagrađeno je 15 četverokutnih kula. Pojavom baruta, bedemi su pojačani za zaštitu od topničkih napada. Zbog opasnosti od Mlečana, zatvoreni su svi nepotrebni otvori na zidinama prema luci. Gradske zidine dobile su današnji izgled u 15. i 16. stoljeću. Ratovi su utjecali na novu gradnju. Kada je pao Konstantinopol 1453. godine, sagrađena je kula Minčeta. Zbog tursko-mletačkih ratova sagrađene su kule sv. Ivan, Revelin i bastion sv. Margarete (u Dubrovniku sv. Margarita). Zidine su zbog ratne opasnosti građene velikom brzinom.
Povjesničar i konzervator Lukša Beritić i  konzervator umjetničko-povijesnih spomenika Marko Murat najzaslužniji su što su gradske zidine 1921. godine proglašene spomenikom kulture.
Američki portal TripAdvisor je 2013. na temelju recenzija milijuna putnika sastavio popis deset spomenika koje treba posjetiti prije smrti. Među njima su i dubrovačke zidine. U prvih 9 mjeseci 2013. godine dubrovačke zidine obišlo je 753 000 posjetitelja, što je 12 % više nego u istom razdoblju lani.
Broj posjetitelja na gradskim zidinama 2011. godine je 723 126, 2012. 775 636, 2013. 865 237, a u prvih osam mjeseci 2014. 646 531 (6 % više u odnosu na isto razdoblje prošle godine). U 2011. godini uz cijenu ulaznice od 70 kn ostvaren je bruto prihod od ulaznica na gradske zidine u iznosu od 45 021 261 kn, a u 2012. 48 180 266 kn. Godine 2013. uz cijenu ulaznice od 90 kn ostvaren je prihod u iznosu od 64 810 396 kn, a u prvih osam mjeseci 2014. godine uz cijenu ulaznice od 100 kn ukupni prihod iznosi 53 489 520 kn (16 % više nego u istom razdoblju prethodne godine). Dubrovačke zidine u ponedjeljak 17. kolovoza 2015. oborile su rekord u broju posjetitelja tijekom jednog dana. Čak 8864 posjetitelja obišlo je dubrovačke mire u samo 11 sati.
Od 2015. održava se Utrka zidinama, koja prolazi njihovom cijelom dužinom.

## Kule
- Kula Minčeta je utvrda na sjeveru gradskih zidina, monumentalna je i okrugla, dovršena je 1464. godine, gradili su je brojni graditelji, među njima i Juraj Dalmatinac. Maketu je izradio veliki firentinski graditelj Michelozzo Michelozzi. Povod za izgradnju bila je vijest o padu Carigrada 1453. godine. Nedostajalo je kamena, pa je nađeno da svatko tko dolazi u Dubrovnik iz smjera Gruža ili Ploča, mora sa sobom donijeti kamen u skladu sa svojom tjelesnom građom.
- Kula Bokar – utvrda na zapadu gradskih zidina, naziva se i Zvjezdan, građena je od 1461. do 1463. prema projektu firentinskog graditelja Michelozza Michelozzija.
- Utvrda sv. Ivan – utvrda na jugoistoku gradskih zidina iz 16. stoljeća. Štitila je ulaz u staru gradsku luku. Djelo je dubrovačkog graditelja Paskoja Miličevića.
- Tvrđava Revelin – utvrda na istoku gradskih zidina. Građena je 1462. godine pred turskom opasnošću.
- Tvrđava Lovrijenac – također poznata kao Gibraltar Dubrovnika, tvrđava je koja se nalazi na hridi izvan vanjskih zidina sa zapadne strane Dubrovnika, 37 m iznad razine mora.

## Gradska vrata
- Vrata od Ploča – istočni ulaz.
- Vrata od Pila – zapadni ulaz.
- Vrata od Buže – sjeverni ulaz.
- Vrata od Ribarnice – ulaz na područje Velikog mula i stare gradske luke.
- Vrata od Ponte – ulaz na područje Malog mula i stare gradske luke luke.

## Galerija
- Sjeverni dio zidina (Minčeta u pozadini)
- Kula Bokar
- Minčeta
- Minčeta noću
- Lovrijenac
- Vrata od Ploča noću

## Vanjske poveznice
- Sve o Dubrovačkim zidinama  Arhivirana inačica izvorne stranice od 18. svibnja 2011. (Wayback Machine)
- Dubrovnik City Walls
- Dubrovačke zidine Hrvatska tehnička enciklopedija, portal hrvatske tehničke baštine. LZMK